# Carl Thomas Mozart
Carl Thomas Mozart  (Bécs, 1784. szeptember 21. – Milánó, 1858. október 31.) osztrák zongorista, könyvelő. Wolfgang Amadeus Mozart legidősebb és Franz Xaver Wolfgang mellett a másik felnőttkort megélt gyermeke.

## Élete
Az édesapa halála után anyja, Constanze Weber hétéves fiát Prágába vitte Franz Xaver Niemetschek gimnáziumi professzorhoz, aki gondoskodott a fiú oktatásáról és zongoraóráiról is. Carl Thomas 1797-ig tanult ott.
Felnőtt korában zongorakészítő céget akart létrehozni, de a terve nem vált valóra. 1805-ben zenét akart tanulni. Az ifjú Mozartot Joseph Haydn támogatásával felvették a milánói konzervatóriumba. A konzervatórium igazgatója, a zeneszerző Bonifazio Asioli tanította zenére. Az első két év ígéretes volt, de a harmadik évben befejezte zenei tanulmányait. A következő években végleg Milánóban telepedett le, ahol később köztisztviselő is lett.
1820-ban öccse, Franz Xaver Wolfgang Mozart látogatta meg Milánóban, aki két hónapig volt bátyjánál. 1825-ben édesanyja is meglátogatta fiát, Carl 1836-ban pedig őt látogatta meg Salzburgban. 1842-ben részt vett Salzburgban a Mozart-emlékmű leleplezésén, 1856-ban ugyanitt apja 100. születésnapi jubileumán is ott volt a szervezők és a díszvendégek között.
Öccséhez hasonlóan Carl Thomas Mozart is házastárs és utódok nélkül halt meg. 
Mozart utódainak egyenes ága a 19. század közepére kihalt. Bár Carl Thomas Mozartról gyakran azt rebesgették, hogy volt egy törvénytelen lánya, de a lányról, Costanza Caselláról majdnem teljes bizonyossággal kiderült, hogy egy Milánóban letelepedett katona lánya.

## Munkássága
Carl Thomas Mozart egész életében arra törekedett öccsével, Franz Xaver Wolfganggal, hogy támogassák apjuk emlékét. Carl Thomas fő támogatója és vezéralakja volt a Mozart-kultusz újraélesztésének és népszerűsítésének. 1841-ben megalapította Salzburgban a Mozarteumot.